# Mariano Becerra
Mariano Becerra fue un abogado, sacerdote y político peruano. 
En los años 1830 fue juez de primera instancia de la provincia de Condesuyos así como miembro de su junta departamental. Asimismo, fue parte del Congreso General de 1839 como representante de la provincia de Condesuyos.
Fue elegido senador suplente por el departamento del Cusco entre 1849 y 1852 durante las presidencias de Ramón Castilla y José Rufino Echenique.